# Chantal Hochuli
Chantal Hochuli, född den 2 juni 1955 i Zürich, är en före detta prinsessa av Hannover och gemål till Ernst August av Hannover. Hon är dotter till Johann Hochuli och Rosmarie Lembeck.
Chantal och prins Ernst August gifte sig den 28 augusti 1981, men skilde sig 16 år senare den 23 oktober 1997. Tillsammans har paret två barn: prins Ernst August, född den 19 juli 1983, och prins Christian, född den 1 juni 1985.